# The Gloaming (Fernsehserie)
The Gloaming ist eine australische Web-Fernsehserie, die am 1. Januar 2020 auf der australischen Streaming-Plattform Stan veröffentlicht wurde und von den ABC Studios international vertrieben wird. Das achtteilige Drama spielt und wird in Hobart, Tasmanien, gedreht. Eine zweite Staffel ist derzeit in Planung. Der Deutschlandstart erfolgte am 14. Oktober 2020 bei MagentaTV.

## Handlung
Auf der australischen Insel Tasmanien wurde eine ältere Frau ohne erkennbaren Grund brutal ermordet. Die grausame Tat führt ein ungleiches Ermittlerduo wieder zusammen: Molly McGee (Emma Booth) und Alex O’Connell (Ewen Leslie) kennen sich schon lange, doch Alex hatte zuletzt Jahre in Melbourne gearbeitet.
Die Aufklärung des Verbrechens bringt die beiden an ihre persönlichen Grenzen. Denn dieser Fall ist unheimlicher und mysteriöser als alles, was sie bisher erlebt haben. Zudem konfrontiert die Indizienkette Molly und Alex mit lang verdrängten Traumata, deren Auswirkungen bis in die Gegenwart reichen.

## Besetzung
| Rolle           | Schauspieler      |
| --------------- | ----------------- |
| Molly McGee     | Emma Booth        |
| Alex O’Connell  | Ewen Leslie       |
| Lewis Grimshaw  | Aaron Pedersen    |
| William Fian    | Anthony Phelan    |
| Jacinta Clunes  | Nicole Chamoun    |
| Toby Broomhall  | Ditch Davey       |
| Oscar Wolfe     | Max Brown         |
| Lily Broomhall  | Josephine Blazier |
| Freddie Hopkins | Matthew Testro    |
| Daisy Hart      | Markella Kavenagh |
| Freya Harris    | Zenia Starr       |
| Grace Cochran   | Rena Owen         |
| Gareth McAvaney | Martin Henderson  |
| Ben O’Connell   | Nathan Spencer    |

## Episoden
| Nr. (ges.) | Nr. (St.) | Deutscher Titel        | Originaltitel            | Erstausstrahlung Australien | Deutschsprachige Erstausstrahlung (D) | Regie         | Drehbuch        |
| ---------- | --------- | ---------------------- | ------------------------ | --------------------------- | ------------------------------------- | ------------- | --------------- |
| 1          | 1         | Das Sterben des Lichts | The Dying of the Light   | 1. Jan. 2020                | 14. Okt. 2020                         | Michael Rymer | Victoria Madden |
| 1          | 2         | Nachtgestalten         | Hell’s Back Grammar      | 1. Jan. 2020                | 21. Okt. 2020                         | Michael Rymer | Victoria Madden |
| 1          | 3         | Dunkle Mächte          | The Casting of the Bones | 1. Jan. 2020                | 28. Okt. 2020                         | Greg McLean   | Victoria Madden |
| 1          | 4         | Flüsternde Schatten    | Black Winged Angels      | 1. Jan. 2020                | 4. Nov. 2020                          | Greg McLean   | Victoria Madden |
| 1          | 5         | Nach dem Tod           | Beyond the Veil          | 1. Jan. 2020                | 11. Nov. 2020                         | Sian Davies   | Victoria Madden |
| 1          | 6         | Heidentum              | Heathen Dogs             | 1. Jan. 2020                | 18. Nov. 2020                         | Sian Davies   | Peter McKenna   |
| 1          | 7         | Das Symbol der Hexe    | The Mark of the Witch    | 1. Jan. 2020                | 25. Nov. 2020                         | Greg McLean   | Victoria Madden |
| 1          | 8         | Die Nacht der Mütter   | The Night of the Mothers | 1. Jan. 2020                | 2. Dez. 2020                          | Greg McLean   | Victoria Madden |

## Kritiken
„"The Gloaming" ist zwar eine Krimi-Horror-Serie, und natürlich geht es um Mord. Aber die australische Produktion könnte ebenso als Natur-Doku durchgehen, ist ihr wahrer Protagonist doch das Land, in dem sie spielt: Tasmanien.“

„Die visuelle Umsetzung lebt von den Gegensätzen: Bilder des modernen, urbanen Hobart werden mit Naturaufnahmen einer Insel abgemischt, deren Fläche zu etwa einem Viertel zum UNESCO-Weltnaturerbe zählt.“

„Psychologisch perfektes Schauspiel, eine glaubwürdig düstere Stimmung und der Blick in eine merkwürdige Provinz ließen die Presse bei der Erstausstrahlung in Australien von einem neuen Genre sprechen: Tasmanian Noir.“